# Aeroportul Internațional Kannur
Aeroportul Internațional Kannur (IATA: CNN, ICAO: VOKN) este un aeroport din Mattannur⁠(d), Kannur district⁠(d), Kerala, India ce deservește zona Kannur district⁠(d). Aeroportul a fost tranzitat în decembrie 2022 de 115.459 de pasageri.
Aeroportul dispune de o singură pistă.